# Protarache eulepidea
Protarache eulepidea är en fjärilsart som beskrevs av George Francis Hampson 1896. Protarache eulepidea ingår i släktet Protarache och familjen nattflyn. Inga underarter finns listade i Catalogue of Life.